# Nesotragus moschatus
O suni (Nesotragus moschatus) é uma pequena espécie de antílope que habita as florestas da África, desde o Quênia até a África do Sul.